# Dai Jitao
Dai Jitao, född 6 januari 1891 i Guanghan i Sichuan, död 21 februari 1949 i Guangzhou, Guangdong, var en kinesisk skribent, betydande nationalistisk politiker och buddhistisk tänkare under Republiken Kina. Han var känd för sin antikommunism och för att ha varit en av de främsta uttolkarna av Sun Yat-sens idéer. Han efterlämnade ett rikt skriftställarskap.
Dai föddes i en familj i Sichuan som invandrat från Wuxing i Zhejiang-provinsen och som ägnat sig åt porslinshandel. Han fick en traditionell utbildning, men misslyckades det första provet i det kejserliga examensväsendet 1901 och sändes istället för att studera i Japan 1905. Han tog examen 1909 och återvände till Kina, där han blev indragen i den revolutionära rörelsen och publicerade en rad tidskrifter riktade mot den härskande Qingdynastin. Han tvingades i exil 1911 och gick med i Sun Yat-sens revolutionära parti Tongmenghui när han befann sig i Japan. På grund av sina goda kunskaper i det japanska språket blev Dai utsedd till Suns private sekreterare och japanske tolk.
1916 fick Dai en son med sin japanska älskarinna, men adopterade bort barnet till Chiang Kai-shek som uppfostrade honom som sin andre son, Wego Chiang.
Åren 1919-22 ägnade Dai åt att popularisera Sun Yat-sens nationalistiska idéer och åt att studera marxismen, som då var relativt okänd i Kina och som fått ett uppsving i samband med Fjärde maj-rörelsen. Dai stod en tid Chen Duxiu nära och deltog i förberedelserna till att grunda Kinas kommunistiska parti 1920, men drog sig ur partiet på Suns inrådan. Han bibehöll sin ställning som ledande ideolog i Kuomintang och var politisk chef vid Militärhögskolan i Whampoa jämte Zhou Enlai.
1922 genomgick Dai en depression och försökte ta livet av sig genom att kasta sig i en flod i Sichuan, men räddades i sista stund av fiskare. Efter sitt självmordsförsök genomgick Tai en religiös omvändelse till buddhismen.
Efter Sun Yat-sens död 1925 ändrade Dai sitt personnamn till Chuanxian (傳賢) och antog stilnamnet Jitao Vid denna tid anslöt han sig till "Västra bergen"-gruppen som var kritiskt inställd till samarbetet mellan nationalistpartiet och kommunisterna.
Efter Chiang Kai-sheks enande av Kina i Nordliga fälttåget 1928 blev Dai chef för examinationsrådet (kaoshi yuan) i den nya regeringen i Nanking och höll denna position fram till 1948. Under 1930-talet förlorade Dai sitt intresse för politiken och ägnade sig mer och med åt buddhismen och studerade bland annat under den nionde Panchen Lama. Dai knöt vittomfattande kontakter bland andra tibetanska buddhister och försökte använda buddhismen som en enande kraft i den politiskt svaga Nanking-regimen, som bland annat gjorde anspråk på Tibet.
1937 skrev Dai texten till Republiken Kinas flaggsång, som idag spelas när Taiwan,som  Kinesiska Taipei, deltar i internationella sportevenemang.
Dai tog livet av sig i Guangzhou i februari 1949, när det framstod som uppenbart att kommunisterna vunnit det Kinesiska inbördeskriget.